# فیلیپ وارتان خازاریان
فیلیپ وارتان خازاریان (فرانسوی: Philippe Vartan Khazarian‎؛ زادهٔ ۳ ژانویهٔ ۱۹۶۵) کارگردان فیلم، فیلمنامه‌نویس و تهیه‌کننده فرانسوی ارمنی‌تبار است.

## زندگی‌نامه
وی در ۳ ژانویه ۱۹۶۵ در ویوربن-لیون در یک خانواده ارمنی به دنیا آمد. وی از مدارس عالی فرانسه فارغ‌التحصیل گشت.